# Wilco (Funk)
Wilco ist eine Standardphrase im Flugfunk. Sie ist eine Abkürzung von „I will comply“ und bedeutet „I understood your message and will comply with it“ („Ich habe Ihre letzte Meldung verstanden und werde entsprechend handeln“). Sie dient dazu, Handlungsanweisungen der Flugverkehrskontrolle zu bestätigen, sofern sie nicht wörtlich zurückgelesen werden müssen. Letzteres ist unter anderem bei sicherheitsrelevanten Freigaben (clearances) wie der Startfreigabe der Fall. Für „wilco“ gibt es – anders als beispielsweise für „roger“ (= „verstanden“) – keine Übersetzung ins Deutsche, sodass die Phrase „wilco“ auch im deutschsprachigen Flugfunk verwendet wird.

## Beispiel
Lotse: „N131SR, cross runway 16, report ready (for departure)“
Pilot: „N131SR, crossing runway 16, wilco“